# 訃報 1985年11月
訃報 1985年11月（ふほう 1985ねん11がつ）では、1985年（昭和60年）11月中に物故した、又は物故が報じられた人物についてまとめる。

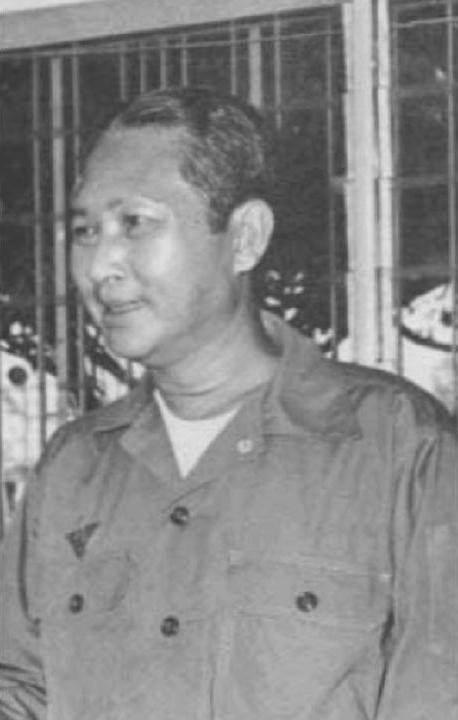
ロン・ノル / 11月17日没

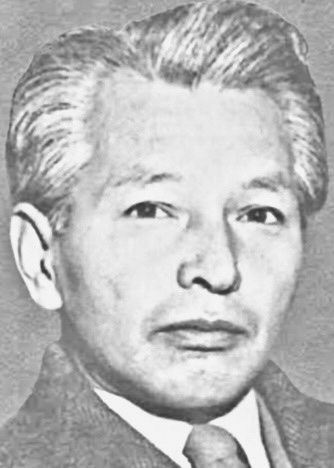
白洲次郎 / 11月18日没

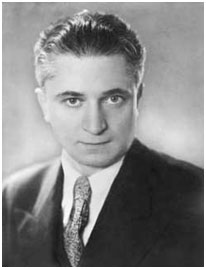
フェルナン・ブローデル / 11月27日没

## （1日 - 15日）
- 11月1日 - 大内山平吉、大相撲の力士・元大関（* 1926年）
- 11月2日 - 直良信夫、考古学者（* 1902年）
- 11月6日 - 川崎長太郎、小説家（* 1901年）
- 11月7日 - 小泉喜美子、推理作家・翻訳家（* 1934年）
- 11月8日 - ニコラ・フランツ、自転車競技選手（* 1899年）
- 11月8日 - ジャーク・ヒニズドフスキー、画家（* 1915年）
- 11月14日 - ドミトリ・ベリャーエフ、遺伝学者（* 1917年）

## （16日 - 30日）
- 11月17日 - ロン・ノル、カンボジア・クメール共和国元首相（* 1913年）
- 11月18日 - 白洲次郎、吉田茂のブレーンとして知られる実業家（* 1902年）
- 11月20日 - 武智修、プロ野球選手（* 1925年）
- 11月24日 - 折原啓子、女優（* 1926年）
- 11月27日 - フェルナン・ブローデル、歴史学者（* 1902年）